# Roger P. Schroeder
Roger P. Schroeder SVD (* 1951 in Ohio) ist ein US-amerikanischer römisch-katholischer Priester und Missionswissenschaftler.

## Leben
Er legte 1971 die ersten Gelübde in der Societas Verbi Divini ab. Von 1975 bis 1977 nahm er während der Seminarausbildung in Chicago am Overseas Training Program in Papua-Neuguinea teil. Er legte die ewigen Gelübde ab und wurde 1979 zum Priester geweiht. Danach diente er als Pastor (1980–1983) und lehrte im Seminar und College (1986) in Papua-Neuguinea. Er studierte Linguistik am Summer Institute of Linguistics in North Dakota (1978–1979). Er erwarb den MDiv an der Catholic Theological Union in Chicago (1979), das Lizentiat (1985) und Doktorat (1990) in Missiologie an der Pontificia Università Gregoriana. An der Fakultät der CTU lehrt er seit 1990 und ist derzeit ordentlicher Professor für Interkulturelle Studien und Ministerium und Louis J. Luzbetak, SVD-Professor für Mission und Kultur. Seit 1991 ist er Mitglied des Anthropos-Instituts.

## Schriften (Auswahl)
- Initiation and religion. A case study from the Wosera of Papua New Guinea. Fribourg 1992, ISBN 3-7278-0787-3.
- mit Stephen B. Bevans: Constants in context. A theology of mission for today. Maryknoll 2009, ISBN 1-57075-517-5.
- mit Stephen B. Bevans: Prophetic dialogue. R eflections on Christian mission today. Maryknoll 2011, ISBN 1-57075-911-1.
- What is the mission of the church? A guide for Catholics. Maryknoll 2018, ISBN 1608337391.